# Hugo de Almeida Leme
Hugo de Almeida Leme (Piracicaba, 24 de outubro de 1917 — 12 de fevereiro de 1992) foi um agrônomo e professor brasileiro.
Foi ministro da Agricultura no governo Humberto de Alencar Castelo Branco, de 16 de junho de 1964 a 19 de novembro de 1965.